# The Way I Are
"The Way I Are" là một bài hát của rapper người Mỹ Timbaland hợp tác với rapper D.O.E. và ca sĩ người Mỹ Keri Hilson nằm trong album phòng thu thứ hai của anh, Shock Value (2007). Nó được phát hành như là đĩa đơn thứ hai trích từ album vào ngày 9 tháng 7 năm 2007 bởi Mosley Music Group cũng như Blackground Records và Interscope Records. Bài hát được đồng viết lời bởi ba nghệ sĩ với Danja, The Clutch và Candice Nelson, trong khi phần sản xuất được đảm nhiệm bởi Timbaland và Danja. Đây là một bản hip hop và electro với những ảnh hưởng của R&B và dance giúp tạo ra âm thanh tương lai cho "The Way I Are", trong đó nội dung lời bài hát đề cập đến chủ đề đảo ngược vai trò và những ham muốn gợi cảm. Một số phiên bản phối lại của nó cũng được phát hành, với sự tham gia cộng tác từ nghệ sĩ như OneRepublic và Nephew, bên cạnh một số phiên bản tiếng ngoại quốc khác như tiếng Pháp và tiếng Nhật.
Sau khi phát hành, "The Way I Are" nhận được những phản ứng đa phần là tích cực từ các nhà phê bình âm nhạc, trong đó họ đánh giá cao giai điệu bắt tai, chất giọng của Hilson cũng như quá trình sản xuất của nó, và gọi đây là một bản nhạc đột phá từ Shock Value. Ngoài ra, giới phê bình cũng so sánh "The Way I Are" với một số tác phẩm của Justin Timberlake, người đã hợp tác với Timbaland trong nhiều tác phẩm. "The Way I Are" cũng tiếp nhận những thành công vượt trội về mặt thương mại, đứng đầu các bảng xếp hạng ở Úc, Canada, Đan Mạch, Ireland, Na Uy và Vương quốc Anh, và lọt vào top 10 ở hầu hết những quốc gia nó xuất hiện, bao gồm vươn đến top 5 ở Áo, Bỉ, Phần Lan, Pháp, Đức, Hà Lan, New Zealand, Thụy Điển và Thụy Sĩ. Tại Hoa Kỳ, nó đạt vị trí thứ ba trên bảng xếp hạng Billboard Hot 100, trở thành đĩa đơn hát đơn thứ hai của Timbaland cũng như đầu tiên của D.O.E. và Keri Hilson vươn đến top 5 tại đây.
Video ca nhạc cho "The Way I Are" được đạo diễn bởi Shane Drake và ghi hình tại một khu vực hẻm tối tăm ở Salford, Anh. Nó còn có sự tham gia đặc biệt từ anh trai của Timbaland là Sebastian, người đã đóng góp thêm một đoạn mới sau đoạn bridge. Drake tiết lộ rằng nguồn cảm hứng cho video xuất phát từ những âm thanh của bài hát, và đạo diễn đã sử dụng những nhịp điệu để thêm hiệu ứng cho video có sức hấp dẫn và sắc sảo. Để quảng bá bài hát, Timberland và Hilson đã trình diễn "The Way I Are" trên nhiều chương trình truyền hình và lễ trao giải lớn, bao gồm One Life To Live, Fashion Rocks và giải Video âm nhạc của MTV năm 2007. Kể từ khi phát hành, nó đã xuất hiện trong nhiều tác phẩm điện ảnh và truyền hình, như The Hills, Gossip Girl và Step Up 2: The Streets. Bài hát còn gặt hái một số giải thưởng và đề cử tại những lễ trao giải lớn, bao gồm một đề cử tại giải Video âm nhạc của MTV năm 2007 cho Đĩa đơn quái vật của năm.

## Danh sách bài hát
| Đĩa CD tại châu Âu 1. "The Way I Are" (radio chỉnh sửa) (hợp tác với Keri Hilson) - 3:19 2. "Give It to Me (Laugh at Em)" (phối lại) (hợp tác với Justin Timberlake & Jay-Z) - 3:20 Đĩa CD maxi tại châu Âu 1. "The Way I Are" (radio chỉnh sửa) (hợp tác với Keri Hilson) - 3:19 2. "Give It to Me (Laugh at Em)" (phối lại) (hợp tác với Justin Timberlake & Jay-Z) - 3:20 3. "The Way I Are" (Timbaland vs. Nephew) (hợp tác với D.O.E. & Keri Hilson) - 3:50 4. "The Way I Are" (video ca nhạc) - 3:34 | Đĩa CD tại Anh quốc 1. "The Way I Are" (bản mở rộng) (hợp tác với D.O.E., Keri Hilson & Sebastian) - 3:34 2. "The Way I Are" (Timbaland vs. Nephew) (hợp tác với D.O.E. & Keri Hilson) - 3:50 Đĩa CD tại Pháp 1. "The Way I Are" (bản tiếng Pháp) (hợp tác với Tyssem) - 3:23 2. "The Way I Are" (radio chỉnh sửa) (hợp tác với Keri Hilson) - 3:19 |

## Thành phần thực hiện
Thành phần thực hiện được trích từ ghi chú của Shock Value, Mosley Music Group, với sự hợp tác từ Blackground Records và Interscope Records.
Thu âm và phối khí
- Thu âm tại Thomas Crown Studios ở Virginia Beach, Virginia
- Phối khí lại Pacifique Recording Studios ở North Hollywood, California

Thành phần
- Viết lời - Tim Mosley, Nate Hills, Keri Hilson, Balewa Muhammad, Candice Nelson, John Maultsby
- Sản xuất - Timbaland, Nate Hills (đồng sản xuất)
- Thu âm - Demacio "Demo" Castellon cho Storm-Circle Entertainment
- Phối khí - Marcella Araica
- Trống - Timbaland, Danja
- Đàn phím - Danja

## Xếp hạng
| Bảng xếp hạng (2007-08)                  | Vị trí cao nhất |
| ---------------------------------------- | --------------- |
| Úc (ARIA)                                | 1               |
| Áo (Ö3 Austria Top 40)                   | 4               |
| Bỉ (Ultratop 50 Flanders)                | 2               |
| Bỉ (Ultratop 50 Wallonia)                | 2               |
| Canada (Canadian Hot 100)                | 1               |
| Cộng hòa Séc (Rádio Top 100)             | 4               |
| Đan Mạch (Tracklisten)                   | 1               |
| Châu Âu (European Hot 100 Singles)       | 1               |
| Phần Lan (Suomen virallinen lista)       | 4               |
| Pháp (SNEP)                              | 2               |
| Đức (Official German Charts)             | 5               |
| Hungary (Rádiós Top 40)                  | 1               |
| Hungary (Dance Top 40)                   | 3               |
| Ireland (IRMA)                           | 1               |
| Hà Lan (Dutch Top 40)                    | 3               |
| Hà Lan (Single Top 100)                  | 4               |
| New Zealand (Recorded Music NZ)          | 2               |
| Na Uy (VG-lista)                         | 1               |
| Romania (Romanian Top 100)               | 2               |
| Scotland (OCC)                           | 1               |
| Slovakia (Rádio Top 100)                 | 6               |
| Thụy Điển (Sverigetopplistan)            | 2               |
| Thụy Sĩ (Schweizer Hitparade)            | 3               |
| Anh Quốc (OCC)                           | 1               |
| Anh Quốc R&B (OCC)                       | 1               |
| Hoa Kỳ Billboard Hot 100                 | 3               |
| Hoa Kỳ Adult Pop Airplay (Billboard)     | 30              |
| Hoa Kỳ Dance Club Songs (Billboard)      | 33              |
| Hoa Kỳ Hot R&B/Hip-Hop Songs (Billboard) | 59              |
| Hoa Kỳ Pop Airplay (Billboard)           | 1               |
| Hoa Kỳ Rhythmic (Billboard)              | 4               |
| Venezuela Pop Rock (Record Report)       | 2               |

| Bảng xếp hạng (2000-09)     | Vị trí |
| --------------------------- | ------ |
| Australia (ARIA)            | 82     |
| Austria (Ö3 Austria Top 40) | 41     |
| US Billboard Hot 100        | 53     |
| US Pop Songs (Billboard)    | 4      |

| Bảng xếp hạng (2007)                 | Vị trí |
| ------------------------------------ | ------ |
| Australia (ARIA)                     | 11     |
| Australia Urban (ARIA)               | 5      |
| Austria (Ö3 Austria Top 75)          | 23     |
| Belgium (Ultratop 50 Flanders)       | 11     |
| Belgium (Ultratop 40 Wallonia)       | 17     |
| Denmark (Tracklisten)                | 22     |
| Europe (European Hot 100 Singles)    | 2      |
| Finland (Suomen virallinen lista)    | 6      |
| France (SNEP)                        | 13     |
| Germany (Official German Charts)     | 13     |
| Hungary (Rádiós Top 40)              | 33     |
| Hungary (Dance Top 40)               | 26     |
| Ireland (IRMA)                       | 4      |
| Netherlands (Dutch Top 40)           | 11     |
| Netherlands (Single Top 100)         | 14     |
| New Zealand (Recorded Music NZ)      | 3      |
| Romania (Romanian Top 100)           | 21     |
| Sweden (Sverigetopplistan)           | 22     |
| Switzerland (Schweizer Hitparade)    | 21     |
| UK Singles (Official Charts Company) | 7      |
| US Billboard Hot 100                 | 18     |
| US Pop Songs (Billboard)             | 16     |
| US Rhythmic (Billboard)              | 11     |
| Bảng xếp hạng (2008)                 | Vị trí |
| Australia (ARIA)                     | 83     |
| Australia Urban (ARIA)               | 21     |
| Canada (Canadian Hot 100)            | 46     |
| Europe (European Hot 100 Singles)    | 76     |
| Hungary (Rádiós Top 40)              | 4      |
| Hungary (Dance Top 40)               | 41     |
| Switzerland (Schweizer Hitparade)    | 81     |
| UK Singles (Official Charts Company) | 154    |
| US Billboard Hot 100                 | 96     |
| US Pop Songs (Billboard)             | 62     |

| Bảng xếp hạng            | Vị trí |
| ------------------------ | ------ |
| US Billboard Hot 100     | 380    |
| US Pop Songs (Billboard) | 26     |

## Chứng nhận
| Quốc gia | Chứng nhận  | Số đơn vị/doanh số chứng nhận |
| --- | ----------- | ----------------------------- |
| Úc (ARIA) | Bạch kim    | 70.000^                       |
| Bỉ (BEA) | Vàng        | 0*                            |
| Canada (Music Canada) | 3× Bạch kim | 240,000‡                      |
| Đan Mạch (IFPI Đan Mạch) | 4× Bạch kim | 60.000^                       |
| Phần Lan (Musiikkituottajat) | —           | 5,340                         |
| Pháp (SNEP) | —           | 117,130                       |
| Đức (BVMI) | Bạch kim    | 500.000‡                      |
| New Zealand (RMNZ) | Bạch kim    | 15.000*                       |
| Thụy Điển (GLF) | Bạch kim    | 20.000^                       |
| Thụy Sĩ (IFPI) | Bạch kim    | 30.000^                       |
| Anh Quốc (BPI) | Bạch kim    | 624,264                       |
| Hoa Kỳ (RIAA) | 3× Bạch kim | 3.000.000*                    |
| * Chứng nhận dựa theo doanh số tiêu thụ. ^ Chứng nhận dựa theo doanh số nhập hàng. ‡ Chứng nhận dựa theo doanh số tiêu thụ và phát trực tuyến. |             |                               |